# Fail2ban
Fail2Ban – программа для защиты серверов от атак методом грубой силы. Написанная на языке программирования Python, может работать на POSIX-системах имеющих встроенный менеджер пакетов и брандмауэр, например, iptables. 

## Принцип работы
Fail2ban считывает логи (например, /var/log/apache2/error.log) и блокирует IP-адреса, активность которых является подозрительной(например, большое количество попыток войти с неправильно введенным паролем, выполнение опасных или бессмысленных действий и т.д.). В случае обнаружения подобных действий программа обновляет правила брандмауэра для блокировки такого IP-адреса на определенный промежуток времени. Программа может быть настроена и для выполнения другого действия (например, отправки электронного письма).
Конфигурация по умолчанию содержит фильтры для Apache, Lighttpd, sshd, vsftpd, qmail, Postfix, Courier Mail Server, Asterisk и других популярных серверных приложений. В фильтрах используются регулярные выражения, которые могут быть легко изменены и настроены в случае необходимости.

## Настройка
Стандартные настройки программы находятся в файле /etc/fail2ban/jail.conf, изменять настройки рекомендуют в /etc/fail2ban/jail.local, который является копией jail.conf.
Файл содержит раздел общих настроек [DEFAULT] и разделы специфических настроек для определенных сервисов (например, наличие раздела [ssh]).
```
[
DEFAULT
]

ignoreip
 
=
 
127
.0.0.1/8

bantime
  
=
 
3600

findtime
 
=
 
600

maxretry
 
=
 
3

backend
 
=
 
auto

usedns
 
=
 
warn

banaction
 
=
 
iptables-multiport

[
sshd
]

enabled
  
=
 
true

port
     
=
 
ssh

filter
   
=
 
sshd

logpath
  
=
 
/var/log/auth.log

maxretry
 
=
 
6

```